# Ross Abbey
Ross Abbey (Melbourne, 21 januari 1952) is een voormalig Australianfootballspeler die speelde voor Footscray, nu bekend als de Western Bulldogs, in de Victorian Football league (VFL). 
Ross was de zoon van Angus Abbey, een lid van Footscray's premiership team uit 1954. Abbey speelde eerst voor Wesley College, Melbourne en Strathmore Football Club, een gebied traditioneel als thuisplaats van Essendon Bombers, maar werd aangenomen bij Footscray onder de vader/zoon regel. 
Abbey speelde op verschillende posities, maar meestal op de half back flank en als een ruck rover. Zijn speelmaten waren 180 cm en 82.5 kg, die toevallig precies dezelfde maten waren als die van zijn vader. Abbey's hoogtepunt in zijn carrière was deel zijn van het Footscray team dat in de finale stond in 1974 en 1976 (desondanks verloor Footscray beide finales nadat ze vijfde waren geworden in beide seizoenen). Hij pensioneerde van VFL football in 1981, met een totaal van 123 gespeelde wedstrijden en vertegenwoordigde Victoria Australian rules football team op interstate niveau.